# Districte de Lengon
El Districte de Lengon és un districte francès del departament de la Gironda, a la regió de la Nova Aquitània. Està format per 15 cantons i 198 municipis. El cap del districte és Lengon.

## Cantons
- cantó d'Auròs
- cantó de Vasats
- cantó de Cadilhac
- cantó de Capsiuts
- cantó de Granhòs
- cantó de Lengon
- cantó de Monségur
- cantó de Pelagrua
- cantó de Podençac
- cantó de La Rèula
- cantó de Sent Macari
- cantó de Sent Sefrian
- cantó de Sauvatèrra de Guiana
- cantó de Targon
- cantó de Vilandraut